# Palazzo Strozzi

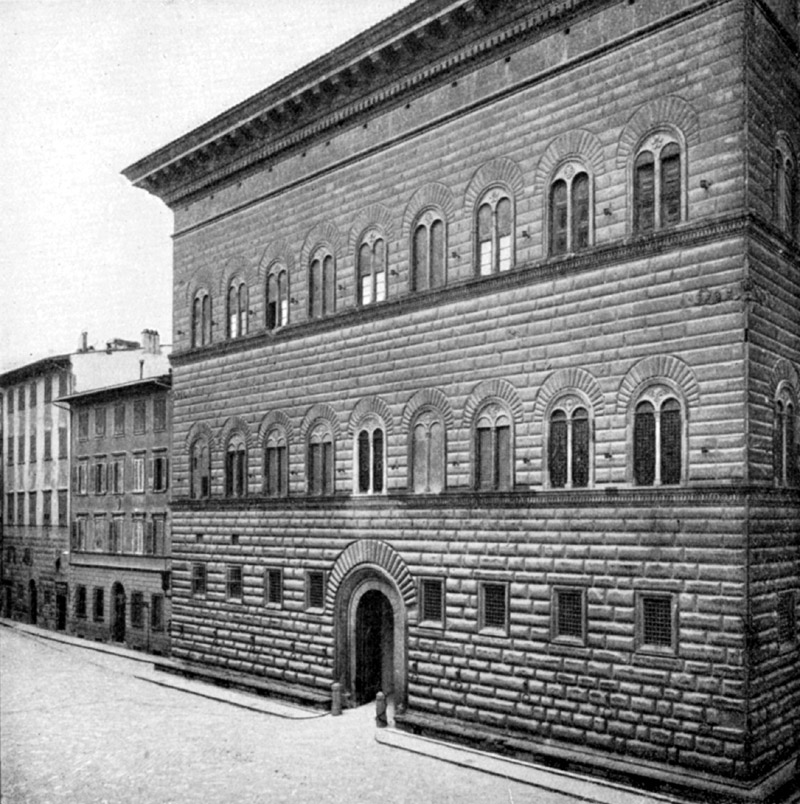
Palazzo Strozzi.

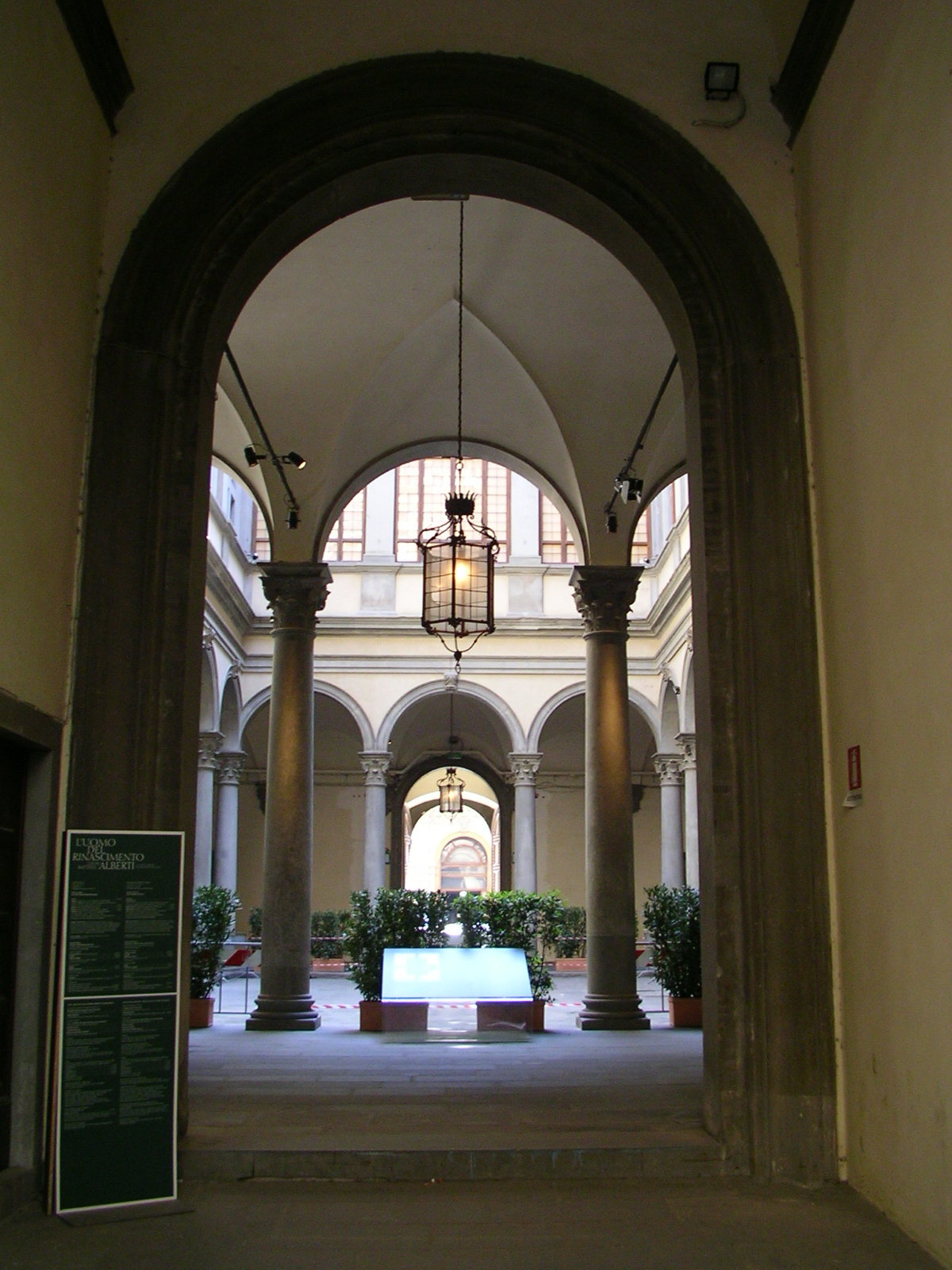
Palazzo Strozzis innergård.

Palazzo Strozzi är ett renässanspalats i Florens. Det påbörjades 1498 av Benedetto da Maiano för bankiren och statsmannen Filippo Strozzi och byggnaden var i familjens ägo fram till och med 1937.

## Byggnaden
Palazzo Strozzi är beläget i centrala Florens och har en rektangulär plan med två våningar samt en bottenvåning. Palatset är omgärdat av gator på alla fyra sidor och har en fasad som är byggd enligt 1400-talets grundregler vad gäller arkitekturen: symmetrisk, axial och linjär. Renässansens nya längtan efter absolut symmetri innebar att man letade efter nya sätt att använda rätvinkliga lösningar på interiörens uppbyggnad. Fasaden är gjord av stora stenblock som är grova på marken men som blir slätare på övre våningen. Palatsets hörn pryds med lyktor i smidesjärn.
Innergården är ritad av Simone del Pollaiolo som också var ansvarig för palatsets byggnad till 1504 och pelarna som går runt alla sidor stöds av olika valv. Palatset hyser fortfarande det historiska Gabinetto Visseux med sitt stora bibliotek. En trappa upp finns kontoret för Firenze Mostre och rummen på första våningen, designade av arkitekten Pietro Berti, används för viktiga utställningar. På undervåningen ligger också den magnifika balsalen.

## Historia
Filippo Strozzi kom tillbaka till staden Florens i november 1466, och ville då ha ett så magnifikt palats som möjligt, dels för att hävda sin familjs ställning, men mest för att markera sin egen status. För att bygga Palazzo Strozzi köpte man ett antal andra byggnader 1470, och sedan lät man riva dessa för att ge plats åt palatset. Filippo Strozzi dog 1491, långt innan byggnaden hade färdigställts. Hertig Cosimo I de Medici, som var rival till Strozzi-ätten, beslagtog palatset samma år, och gav inte tillbaka byggnaden till Strozzi-familjen förrän 30 år senare.
Palazzo Strozzi var kvar i familjens egendom fram till 1937, då det köptes av INA Nationella försäkringsinstitut och 1999 överfördes det till staten och överlämnades till Florens stadsfullmäktige. 

## 2000-talet
Idag används slottet för internationella utställningar som till exempel den årliga antikmässan och som institut. Det används även till modeshower och konstutställningar av olika slag, till exempel Biennale dell'Antiquariato.